# Кайшікі №1
Кайшікі № 1 (яп. 会式一号機, Кайшікі Ічі Ґо: кі, «Літак Групи № 1») — перший успішний літак японського виробництва і дизайну. Суцільно дерев'яний півтораплан з тканинним покриттям, штовхаючим гвинтом, лижним шасі і тандемним сидінням. Вперше піднявся в повітря 13 жовтня 1911 року поблизу Токородзави (префектура Сайтама) ставши першим японським літаком що здійснив успішний політ.

## Історія

### Перший екземпляр

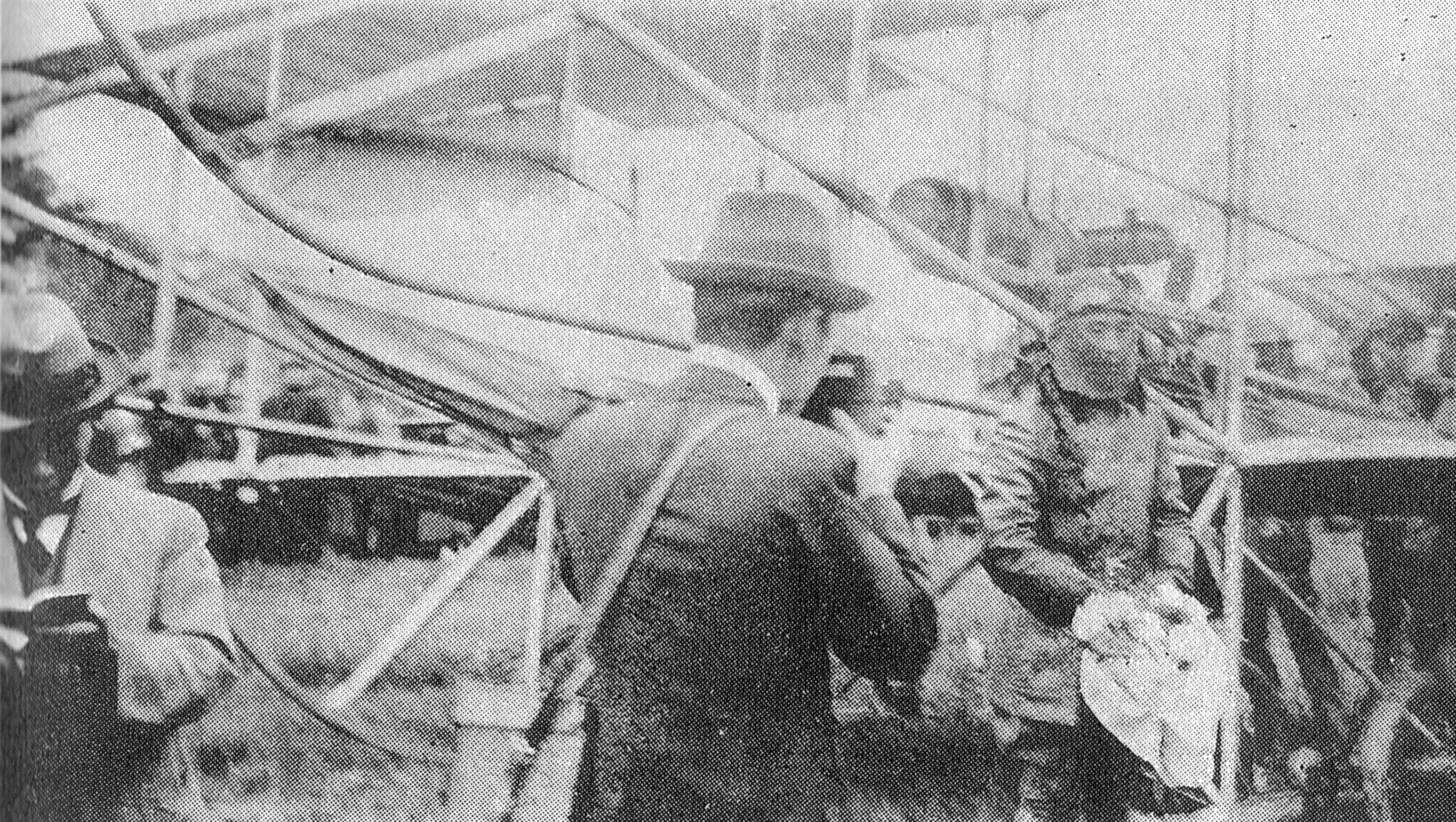
«Кайшікі № 1» приземлився після польоту. З квітами перед літаком — пілот капітан Йошітоші Токуґава.

В 1909 році Імперська армія Японії формує Тимчасову групу з дослідження воєнних аеростатів, яка мала займатись розробкою нових видів озброєння пов'язаних з повітроплаванням. В 1910 році група купила в Франції літак Farman III, а в квітні 1911 року капітан Йошітоші Токуґава почав працювати над власним дизайном за шаблоном «Фармана». Вже в липні дизайн був завершений і на військовій базі Армійського Аеростатних сил (в селищі Накано, на заході від Сіндзюку) почалась робота. Виробництво проходило під керівництвом капітана Токуґави і інженера Ґоічі Наказато.
Тільки двигун і пропелер були імпортовані з Франції, все решта було виготовлено з японських матеріалів. Зокрема, каркас було виготовлено з деревини хінокі (Кипарисовик туполистий), тканинне покриття виготовлялось з двошарового прорезиненого шовку. Металеві кріплення, троси і оснащення виготовлялись на замовлення в місцевих ковалів. На відміну від біплана «Фармана», це був півтараплан з елеронами на верхньому крилі, яке мало більший передній вигин для покращення підйомних властивостей. Хвіст було спрощено і він вам тільки горизонтальну поверхню. Двигун і пропелер були підняті, що дозволило понизити лижне шасі, а пілоти отримали захист від вітру.
Спочатку апарат називали за іменем конструктора — «літак Токуґава», але пізніше дали офіційну назву «Кайшікі № 1» (яп. 会式一号機). Аероплан перемістили до армійської установи в Токородзаві, де 13 жовтня 1911 року вперше здійнявся в повітря з капітаном Токуґавою за кермом. Під час одного з наступних польотів, 25 жовтня, літак досяг висоти 50 метрів на якій підтримував швидкість 72 км/год. Максимальна зареєстрована висота польоту була 85 метрів, а довжина польоту — 1600 м.
В результаті випробувань було помічено деякі недоліки, зокрема гвинт деколи досягав трави, а також лижне шасі пошкоджувалось при посадках. Шасі було подовжено і зроблено знімним для швидкої заміни за потреби. Подвійне стерно було замінено на одиничне, але більшої площі для ефективного використання повітряного потоку від гвинта, також дещо піднято верхнє крило. Також було прибрано вітрозахисний щиток пілота, для «покращення відчуття швидкості» для пілота. Після змін літак називали «Кайзо Кайшікі № 1».

### Подальші розробки
З успішним створенням першого Токуґава почав будувати наступні екземпляри: в березні 1912 року почалось складання «Кайшікі № 2», а в червні він вже вперше піднявся в повітря. В листопаді 1912 року були готові ще два аероплана — № 3 і № 4. Ці три машини відрізнялись від «Кайшікі № 1» вищим шасі для кращого кліренсу пропелеру. Також були незначні зміни в конфігурації перетинок в середині аероплана, а хвостові поверхні були збільшені для покращення стабільності. На цих аеропланах використовувались різні двигуни, які мінялися протягом використання. Хоча в усіх варіантах використовувались штовхальні гвинти, їх розміщення різнилось: з Gnome Omega гвинт знаходився перед двигуном, а в № 4 з двигуном Anzani — позаду.
В травні 1912 року армія відібрала п'ятьох офіцерів для навчання перших японських пілотів. Наступного місяця було відібрано ще шістьох офіцерів для навчання повітряної розвідки і спостереження. Всі вони вчились на створених літаках.
27 жовтня 1912 року капітан Токуґава вирішив продемонструвати можливості аероплана здійснивши політ до Токіо на «Кайшікі № 2». Що б витримати майже 30 кілометровий політ вітрозахисний щиток було знову встановлено. Піднявшись в повітря в 5:58 з Токородзави політ завершився в 7:45 в парку Йойоґі. Після дозаправлення він здійснив обліт навколо Токіо повернувшись в Йойоґі, після чого повернувся до Токородзави. Загалом «Кайшікі № 2» подолав 96,5 км що було суттєвим досягненням на той час.
В грудні 1913 року «Кайшікі № 4» вперше провів демонстрацію скиду навчальних бомб. А загалом ці перші «літаки Токуґави» використовувались для пропаганди повітроплавання і армійської служби.

## Тактико-технічні характеристики

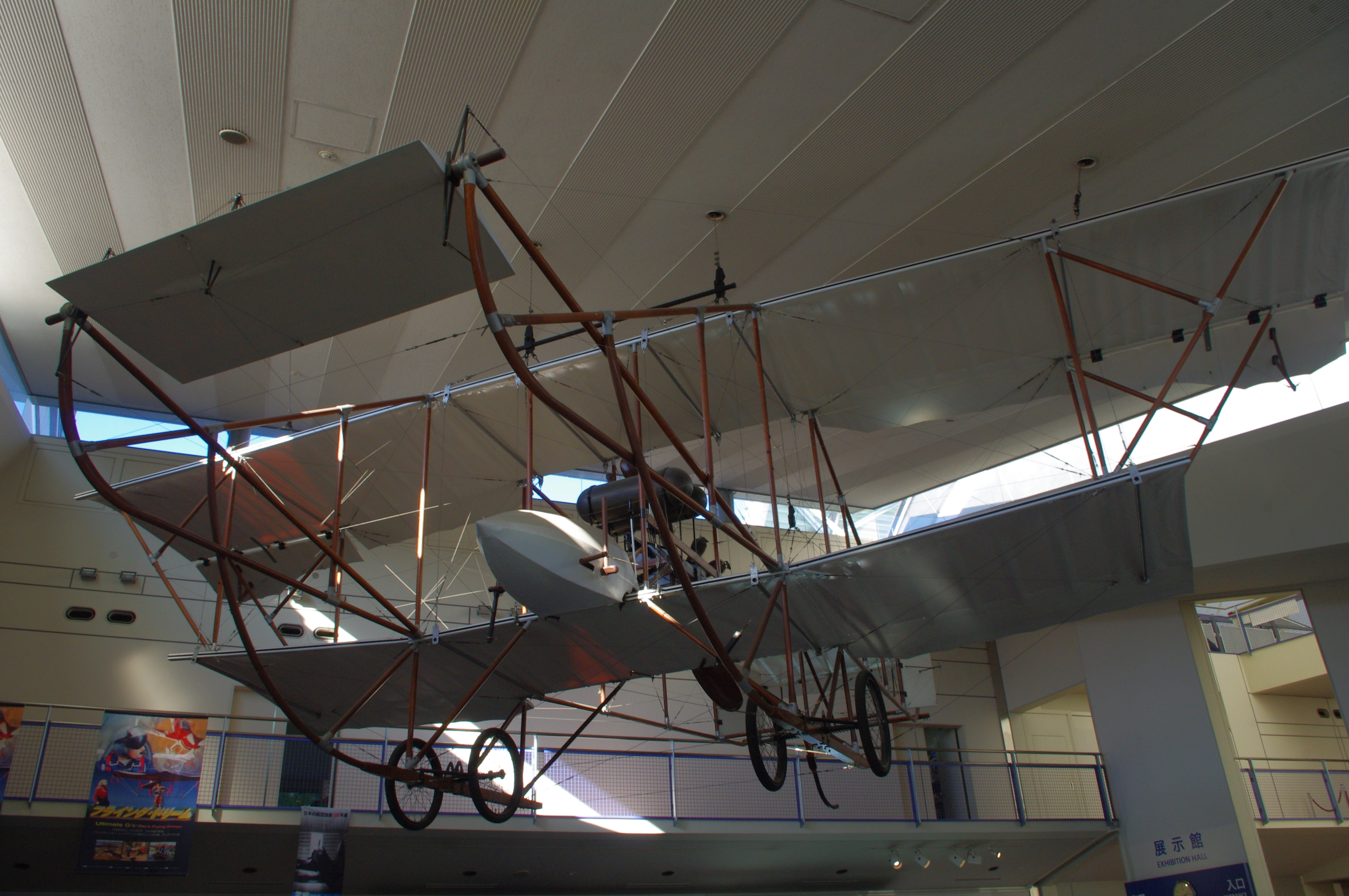
Репліка в Музеї авіації в Торокадзаві.

Дані з Japanese Aircraft 1910—1941

### Технічні характеристики
|                       |                       | Кайшікі № 1                                    | Кайшікі № 2                                    | Кайшікі № 4                                |
| --------------------- | --------------------- | ---------------------------------------------- | ---------------------------------------------- | ------------------------------------------ |
| Екіпаж                | Екіпаж                | 2 особи                                        | 2 особи                                        | 2 особи                                    |
| Довжина               | Довжина               | 11,50 м                                        | 11 м                                           | 11 м                                       |
| Висота                | Висота                | 3,90 м                                         | 3,90 м                                         | 3,90 м                                     |
| Розмах крил           | верхнє                | 10,50 м                                        | 11 м                                           | 11 м                                       |
| Розмах крил           | нижнє                 | 8,0 м                                          | 8,0 м                                          | 8,0 м                                      |
| Площа крил            | Площа крил            | 41,00 м2                                       | 41,00 м2                                       | 41,00 м2                                   |
| Маса                  | пустого               | 450 кг                                         | 450 кг                                         | 450 кг                                     |
| Маса                  | спорядженого          | 550 кг                                         | 570 кг                                         | 570 кг                                     |
| Навантаження на крило | Навантаження на крило | 13,4 кг/м²                                     | 13,9 кг                                        | 13,9 кг                                    |
| Двигун                | Двигун                | семи-циліндровий ротативний двигун Gnome Omega | семи-циліндровий ротативний двигун Gnome Omega | шести-циліндровий ротативний двигун Anzani |
| Потужність            | Потужність            | 50 к. с.                                       | 50 к. с.                                       | 60 к.с.                                    |
| Гвинт                 | Гвинт                 | дволопатевий дерев'яний Chauvière              | дволопатевий дерев'яний Chauvière              | дволопатевий дерев'яний                    |
| Питома потужність     | Питома потужність     | 11 кг/к.с.                                     | 11.4 кг/к.с.                                   | 9.5 кг/к.с.                                |
| Швидкість             | Швидкість             | 72 км/год                                      | 72 км/год                                      | 72 км/год                                  |
| Час польоту           | Час польоту           | 3 години                                       | 3 години                                       | 3 години                                   |

## Виноски
1. ↑  Цивільний літак Narahara №2 здійнявся в повітря 5 травня 1911 року, але зазнав аварії при посадці.
2. ↑  Кайзо — з японської "модифікований"